# Giovanni Antonio Sangiorgio
Giovanni Antonio Sangiorgio (Milán, c. 1440 - Roma, 14 de marzo de 1509) fue un jurista y cardenal italiano. 

## Biografía
Doctorado in utroque iure en la Universidad de Pavía, en la que posteriormente fue profesor,  y prepósito de la Basílica de san Ambrosio de Milán, fue obispo de Alessandria desde 1479 y auditor del Tribunal de la Rota durante el pontificado de Sixto IV,  creado cardenal por Alejandro VI en el consistorio de 1493 con título de SS. Nereo y Aquileo y prefecto del Tribunal de la Signatura Apostólica desde el mismo año.
Nombrado obispo de Parma en 1499, era obispo de Frascati en 1503, de Palestrina en 1507 y de Sabina en 1508, y ofició como legado en Roma durante la expedición de Julio II a Perugia y Bolonia en 1506-07. Algunos autores lo mencionan también como Patriarca latino de Jerusalén, aunque su nombre no aparece como tal en los episcopologios.
Muerto en Roma en el año 1509. Fue sepultado en la Iglesia de Santi Celso e Giuliano.

## Obras
Dejó escritos varios tratados jurídicos, algunos de los cuales fueron publicados en vida.  Se le ha considerado uno de los últimos dos grandes comentaristas de la ley feudal, junto con Matteo D'Afflitto.